# The Deuce (televisieserie)
The Deuce is een Amerikaanse dramaserie die bedacht werd door George Pelecanos en David Simon. De reeks, die ontwikkeld werd door HBO, speelt zich af in en rond de seksindustrie van de jaren 1970 en '80. De hoofdrollen worden vertolkt door James Franco, Maggie Gyllenhaal, Gbenga Akinnagbe, Emily Meade, Gary Carr en Lawrence Gilliard. De serie ging in 2017 in première en eindigde na drie seizoenen in 2019.

## Verhaal

### Seizoen 1
Het eerste seizoen speelt zich af in 1971 en volgt verschillende personages die actief zijn in het drugs-, horeca- en prostitutiemilieu van en rond Times Square (New York). Vincent Martino verlaat zijn gezin, begint een relatie met de jonge studente en activiste Abby Parker en opent met de steun van maffiabaas Rudy Pipilo een eigen bar. Zijn tweelingbroer, Frankie Martino, is een leegloper en manusje-van-alles die voortdurend met gokschulden kampt. Onder druk van de maffia investeert Vincent ook mee in massagesalons die als dekmantel gebruikt worden voor bordelen. Zijn schoonbroer, Bobby Dwyer, wordt ingeschakeld om de massagesalons uit te baten.
Op "The Deuce" trekken pooiers als C.C., Larry Brown, Reggie Love en Rodney aan de touwtjes. Door middel van afpersing, fysiek geweld en psychologische terreur houden ze prostituees als Lori Madison, Darlene, Melissa en Shay onder de knoet, maar zowel de georganiseerde misdaad als de opkomende porno-industrie zet hun positie in de seksindustrie onder druk. Eileen Merrell, een alleenstaande moeder die onder het pseudoniem Candy als prostituee werkt, is een buitenbeentje omdat ze zonder pooier werkt. De ambitieuze Eileen maakt na verloop van tijd de overstap naar porno. Ze begint samen te werken met regisseur Harvey Wasserman en haalt ook collega-sekswerkers over om als pornoactrice aan de slag te gaan.
Chris Alston is een eerlijke politieagent van de NYPD die in de straten rond Times Square patrouilleert en daar regelmatig met politiecorruptie geconfronteerd wordt. Hij begeleidt journaliste Sandra Washington die probeert om verslag uit te brengen van de connecties tussen de politie en de seksindustrie.

### Seizoen 2
Het tweede seizoen speelt zich af in 1978. Vincent is inmiddels de uitbater van een succesvolle nachtclub, maar worstelt met zijn maffiaconnecties en droomt soms van een terugkeer naar zijn leven als familieman. Zijn vriendin Abby baat zijn vroegere bar uit en werkt met andere activisten, waaronder ex-prostituee Dorothy Spina, samen om prostituees te helpen en medisch te begeleiden. Wanneer Abby na het overlijden van een kindprostituee ontdekt dat Vincent een financieel aandeel heeft in het bordeel van zijn schoonbroer komt hun relatie onder druk te staan.
Eileen probeert door te breken als pornoregisseuse, maar haar ambitie wordt meermaals gekortwiekt door mannelijke investeerders die haar ambitie niet delen en haar niet serieus nemen omdat ze een vrouw is. Ondanks alle vooroordelen en financiële hindernissen slaagt ze erin om een kunstzinnige pornofilm op te nemen, maar de roem en bekendheid die ze door de film verwerft, maken het onmogelijk om haar carrière nog langer geheim te houden voor haar tienerzoon.
Lori en Darlene werken nu regelmatig als pornoactrice. Hun respectievelijke pooiers C.C. en Larry Brown worstelen met het feit dat ze steeds meer overbodig worden. Larry Brown besluit uiteindelijk om zelf te beginnen met acteren. Zijn collega C.C. daarentegen raakt gefrustreerd door het succes van Lori, die in Los Angeles in de prijzen valt. Zelfs wanneer hij haar op vraag van de maffia laat gaan en ze zich aansluit bij een agente denkt en handelt Lori voortdurend in functie van hem. Ze denkt steevast dat C.C. plots zal opduiken, tot ze te weten komt dat hij dood is. Vervolgens reist ze terug naar Los Angeles.
Politieagent Chris Alston is gepromoveerd naar de moorddivisie van de NYPD, waar hij moordzaken moet oplossen die zich afspelen rond Times Square en steevast gelinkt zijn aan de plaatselijke seksindustrie. Op vraag van zijn superieuren begint hij samen te werken met Gene Goldman, een lid van het stadsbestuur van burgemeester Ed Koch, die hoopt om Times Square op te waarderen door onder meer de vastgoedeigenaars van de prostitutiebuurt aan te pakken. Samen staan ze aan de wieg van het Midtown Enforcement Project (MEP), een gentrificatieproject van de stad.

### Seizoen 3
Het derde seizoen begint in december 1984 en maakt al snel de overgang naar 1985. New York lijdt onder de aidsepidemie, die niet alleen veel dodelijke slachtoffers maakt, maar ook voor angst en frustratie zorgt onder de bevolking. De homogemeenschap verwijt burgemeester Ed Koch een gebrekkig beleid.
Frankie werkt zich met zijn drugshandel in de nesten. Het komt meermaals tot een conflict met de maffioso Pasquale, die hem uiteindelijk doodschiet. Vincent neemt wraak door Pasquale te vermoorden. Wanneer maffiabaas Rudy Pipilo te weten komt wat er achter zijn rug allemaal gebeurd is, keert hij zich binnen de maffia tegen zijn eigen luitenant Tommy Longo en neemt hij het op voor Vincent. Niet veel later wordt Rudy vermoord door Tommy, die zo promotie maakt. Vincents relatie met Abby komt ondertussen verder onder druk te staan door de dood van Frankie en de daaropvolgende onrust binnen de maffia. Bovendien droomt Vincent ook steeds meer van een groot huis en een gezin. Abby op haar beurt begint een relatie met een straatkunstenares.
Lori Madison is in Los Angeles uitgegroeid tot een pornoster, maar worstelt met haar drugsverslaving en de grensoverschrijdende films die haar agent en vriend haar opdringen. Ze denkt eraan om een zangeres of serieuze actrice te worden, maar komt al snel tot het besef dat die twee carrières geen optie zijn voor haar. Gedesillusioneerd en zonder geld keert ze terug naar New York, waar ze zelfmoord pleegt. 
Eileen is nog steeds werkzaam als een feministische pornoregisseuse, maar is eenzamer dan ooit. Haar moeder overlijdt en haar zoon is op het slechte pad geraakt. Ze begint een relatie met de rijke zakenman Hank Jaffe, die geen probleem heeft met haar prostitutieverleden of baan als pornoregisseuse. Wanneer Eileen op een dag besluit om ook opnieuw te beginnen met acteren, loopt hun relatie alsnog op de klippen.
Gene Goldman en Chris Alston werken nog steeds samen aan de gentrificatie van de prostitutiebuurt, maar stoten met hun bouwplannen regelmatig op kapitaalkrachtige vastgoedeigenaars met politieke macht die weigeren om hun panden te verkopen. Bovendien zorgen jeugdbendes voor een nieuw probleem in de buurt. Alston werkt samen met agent Jack Maple en diens team om de bendes aan te pakken en schakelt een oude bekende in om een brand te stichten in een van de panden die het stadsbestuur in handen wil krijgen.
Het seizoen maakt een sprong van 1985 naar 2019 voor een korte epiloog. De inmiddels bejaarde Vincent leest in een krant dat Eileen, na een succesvolle carrière, overleden is. Vervolgens wandelt hij door de straten van Times Square, waar niets nog herinnert aan het drugs-, horeca- en prostitutie milieu van de jaren 1970 en '80. In de massa herkent hij oude bekenden, waaronder zijn tweelingbroer Frankie.

## Productie
George Pelecanos en David Simon werkten samen aan de serie Treme (2010–2012) toen ze in contact kwamen met een man die in het verleden in Manhattan als dekmantel voor de maffia had gewerkt en die hen kleurrijke verhalen over het misdaadmilieu van de jaren 1970 kon vertellen. Op basis van die verhalen besloten Pelecanos en Simon samen een fictieserie te ontwikkelen. James Franco en Maggie Gyllenhaal werden in 2015 als hoofdrolspelers gecast. Beiden kreeg ook de rol van (uitvoerend) producent. De pilot voor de serie werd geregisseerd door Michelle MacLaren. Franco regisseerde zelf ook enkele afleveringen.
In het najaar van 2017 kwam de MeToo-beweging op en werd Franco meermaals in opspraak gebracht. De acteur werd begin 2018 door verschillende vrouwen beschuldigd van seksueel grensoverschrijdend gedrag tijdens een acteercursus die door hem geleid werd. In de nasleep van de aantijgingen nam het productieteam van The Deuce op vraag van actrice Emily Meade een zogenoemde intimiteitscoördinator in dienst om de vele seksscènes van de serie in goede banen te leiden.

## Rolverdeling

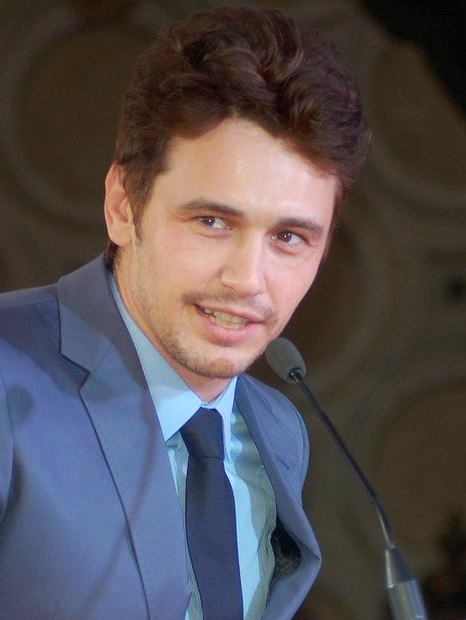
James Franco vertolkt een dubbelrol in de serie.

Legenda
 = Hoofdrol
 = Bijrol
 = Geen rol
| Acteur / actrice       | Personage                   | S1     | S2     | S3     |
| ---------------------- | --------------------------- | ------ | ------ | ------ |
| James Franco           | Vincent Martino             | 8 afl. | 9 afl. | 8 afl. |
| James Franco           | Frankie Martino             | 8 afl. | 9 afl. | 4 afl. |
| Maggie Gyllenhaal      | Eileen Merrell / Candy      | 8 afl. | 9 afl. | 8 afl. |
| Gbenga Akinnagbe       | Larry Brown                 | 8 afl. | 9 afl. |        |
| Chris Bauer            | Bobby Dwyer                 | 7 afl. | 9 afl. | 8 afl. |
| Gary Carr              | C.C.                        | 8 afl. | 9 afl. |        |
| Chris Coy              | Paul Hendrickson            | 7 afl. | 9 afl. | 7 afl. |
| Dominique Fishback     | Donna Pickett / Darlene     | 8 afl. | 9 afl. | 1 afl. |
| Lawrence Gilliard Jr.  | Chris Alston                | 8 afl. | 9 afl. | 8 afl. |
| Margarita Levieva      | Abigail "Abby" Parker       | 8 afl. | 9 afl. | 8 afl. |
| Emily Meade            | Lori Madison                | 8 afl. | 9 afl. | 8 afl. |
| Natalie Paul           | Sandra Washington           | 7 afl. |        |        |
| Michael Rispoli        | Rudy Pipilo                 | 7 afl. | 9 afl. | 7 afl. |
| Luke Kirby             | Gene Goldman                |        | 8 afl. | 8 afl. |
| David Krumholtz        | Harvey Wasserman            | 5 afl. | 9 afl. | 6 afl. |
| Jamie Neumann          | Dorothy Spina / Ashley      | 6 afl. | 9 afl. | 1 afl. |
| Olivia Luccardi        | Melissa                     | 7 afl. | 7 afl. | 7 afl. |
| Daniel Sauli           | Tommy Longo                 | 8 afl. | 9 afl. | 8 afl. |
| Method Man             | Rodney                      | 8 afl. | 8 afl. | 1 afl. |
| Kim Director           | Shay                        | 7 afl. | 8 afl. | 3 afl. |
| Don Harvey             | Danny Flanagan              | 8 afl. | 5 afl. | 1 afl. |
| Mustafa Shakir         | Big Mike                    | 5 afl. | 8 afl. | 8 afl. |
| Thaddeus Street        | Black Frankie               | 5 afl. | 8 afl. | 8 afl. |
| Ralph Macchio          | Officer Haddix              | 5 afl. | 7 afl. | 5 afl. |
| Zoe Kazan              | Andrea Martino              | 2 afl. | 1 afl. | 5 afl. |
| Aaron Dean Eisenberg   | Todd Lang                   | 3 afl. | 6 afl. | 6 afl. |
| Tariq Trotter          | Reggie Love                 | 5 afl. |        |        |
| Michael Stahl-David    | Kenneth                     |        | 5 afl. |        |
| Sebastian Arcelus      | Dave Hiller                 |        | 6 afl. |        |
| Alysia Reiner          | Kiki Rains                  |        | 6 afl. | 4 afl. |
| Genevieve Hudson-Price | Jocelyn                     | 3 afl. | 6 afl. | 2 afl. |
| Garry Pastore          | Matty "The Horse" Ianniello | 2 afl. | 5 afl. |        |
| Roberta Colindrez      | Irene                       |        | 7 afl. | 5 afl. |
| Michael Gandolfini     | Joey Dwyer                  |        | 5 afl. | 5 afl. |
| Corey Stoll            | Hank Jaffe                  |        |        | 7 afl. |
| Calvin Leon Smith      | Reggie "Reg" Winhorn        |        |        | 6 afl. |
| Jake Ventimiglia       | Pasquale Cacace             |        |        | 4 afl. |
| Domenick Lombardozzi   | Jack Maple                  |        |        | 4 afl. |
| Kelcy Griffin          | Jennifer Preston            |        |        | 6 afl. |
| Sonia Mena             | Xiomara                     |        |        | 5 afl. |

Bekende gastrollen: Clarke Peters (seizoen 1), Nan Goldin (seizoen 2), Armand Assante (seizoen 2 en 3), David Morse (seizoen 3).